# Federico Nardelli
Federico Nardelli (Roma, 28 novembre 1989) è un produttore discografico e compositore italiano.

## Biografia
Prima della maturità classica conclude il corso inferiore della Scuola di Chitarra presso il Conservatorio "A. Casella" dell'Aquila e, successivamente, si diploma con il massimo dei voti in Musica Elettronica (2013) e in Composizione per la Musica Applicata (2017) presso il Conservatorio "Santa Cecilia" di Roma.
Negli stessi anni suona in gruppi della scena rock romana, partecipando attivamente alla composizione e produzione degli album pubblicati.
Tra il 2015 e il 2017 produce due album della band romana Odiens e l'album Cinemaboy di Cinemaboy (Michele Merlo), oltre a singoli di Galeffi e Diamine.
Dal 2017 si dedica in via esclusiva alla produzione musicale, realizzando quattro singoli di Gazzelle: Sayonara, Stelle filanti, Nero e Meglio così.
Nel 2018 produce l'album Punk di Gazzelle, Figurati l'amore di Mox e Si vuole scappare dei Siberia. 
Lavora con Lorenzo Fragola all'album Bengala, del quale produce gran parte dei brani. Nello stesso anno si aggiungono i singoli di Arkey, Benji & Fede, Le Ore, Michele Merlo e Pierdavide Carone & Dear Jack. Esce il singolo di Emma Marrone Mondiale, di cui è coautore.
Il 2019 è l'anno degli album di Luciano Ligabue (Start),
Fulminacci (La vita veramente), Gazzelle (Post Punk) e dei Siberia (Tutti amiamo senza fine).
Agli album si aggiunge la produzione dei singoli di Comete, Dile, Le Ore, Le Vibrazioni, Marco Ligabue, Michele Merlo e Canova.
Nel 2019 fonda, insieme a Giordano Colombo, Pulp Music,  etichetta discografica indipendente che sostiene i progetti musicali di artisti emergenti.
Nel 2020 produce singoli per Ultimo, Gazzelle,  Zero Assoluto, Giordana Angi, Marco Ligabue, Nyv, Mox, Caleido
, VV (Viviana Colombo), Pablo America, Tancredi, Comete, Vipra, Michele Merlo, Thomas e Versailles. Produce inoltre due singoli dei Canova: Musica di Oggi e Tutti uguali, di cui è coautore. Produce l'album Che diamine di Diamine e partecipa alla produzione di alcuni brani dell'album I mortali di Colapesce e Dimartino.
Nel 2021 produce il singolo Buongiorno vita di Ultimo, gli album OK e OK un c***o di Gazzelle, alcuni brani dell’album Tante care cose di Fulminacci, VƎRSO primo ep di VV, oltre a singoli di Rkomi & Gazzelle, Samuel, Francesca Michielin, Zero Assoluto, Giordana Angi, Tancredi e Evandro.
Nello stesso anno produce, insieme a Giordano Colombo, alcuni brani dell'album I Mortali2 di Colapesce e Dimartino: I Mortali, Povera Patria e Musica leggerissima.
Quest'ultimo brano si è classificato al quarto posto del Festival di Sanremo 2021, vincendo anche il premio "Lucio Dalla".
Successivamente, produce due singoli di Pablo America, Tuttecose di Gazzelle e Mara Sattei, Cinema di Samuel (feat. Francesca Michielin), Toy Boy di Colapesce Dimartino (feat. Ornella Vanoni), Ophelie di Oscar Anton, Magari no di Tommaso Paradiso, alcuni brani dell'album Solo di Ultimo e Fottuta canzone di Gazzelle.
Nel 2023 produce l'album di Gazzelle, Dentro, insieme al cantante stesso e ai producer Thasup e The Night Skinny, presente anche Fulminacci alla produzione del singolo Milioni, segue poi con la produzione del singolo Splash del duo Colapesce Dimartino.

## Produzioni discografiche e composizioni
| anno | brano                                            | artista                       | album                    |
| ---- | ------------------------------------------------ | ----------------------------- | ------------------------ |
| 2025 | Eco                                              | Joan Thiele                   | Joanita                  |
| 2025 | Noi no                                           | Gazzelle                      | Indi                     |
| 2024 | Come il pane                                     | Gazzelle                      | Indi                     |
| 2024 | Mezzo secondo                                    | Gazzelle                      | Indi                     |
| 2024 | Tutto qui                                        | Gazzelle                      | Indi                     |
| 2024 | Vermi (con Frankie Hi-NRG MC e Willie Peyote)    | Mobrici                       | -                        |
| 2024 | Polvere                                          | Mobrici                       | -                        |
| 2024 | Illumina Tutto                                   | Vasco Brondi                  | Un segno di vita         |
| 2024 | Un Segno Di Vita                                 | Vasco Brondi                  | Un segno di vita         |
| 2024 | Meccanismi                                       | Vasco Brondi                  | Un segno di vita         |
| 2024 | Quando saremo vecchi                             | Ultimo                        | Altrove                  |
| 2023 | Alba                                             | Ultimo                        | Alba                     |
| 2023 | Nuvole in testa                                  | Ultimo                        | Alba                     |
| 2023 | Tu                                               | Ultimo                        | Alba                     |
| 2023 | Sono pazzo di te                                 | Ultimo                        | Alba                     |
| 2023 | Splash                                           | Colapesce Dimartino           | Lux Eterna Beach         |
| 2023 | Idem                                             | Gazzelle                      | Dentro                   |
| 2023 | La vita fino a qui                               | Dente                         | -                        |
| 2023 | Sexe                                             | Mobrici                       | Gli anni di Cristo       |
| 2023 | Piccola                                          | Mobrici                       | Gli anni di Cristo       |
| 2023 | Figli del Futuro                                 | Mobrici                       | Gli anni di Cristo       |
| 2023 | Amore mio dove sei (con Vasco Brondi)            | Mobrici                       | Gli anni di Cristo       |
| 2023 | Kaiserkeller                                     | Mobrici                       | Gli anni di Cristo       |
| 2023 | Luna                                             | Mobrici                       | Gli anni di Cristo       |
| 2023 | Summer dolce vita                                | Mobrici                       | Gli anni di Cristo       |
| 2023 | Sophia                                           | Mobrici                       | Gli anni di Cristo       |
| 2023 | Revolver                                         | Mobrici                       | Gli anni di Cristo       |
| 2023 | La primavera della mia vita                      | Colapesce Dimartino Madame    |                          |
| 2023 | Flavio                                           | Gazzelle                      | Dentro                   |
| 2023 | Vuoto bestiale                                   | Bais                          | -                        |
| 2022 | Malinconia                                       | Samuel                        | -                        |
| 2022 | Luci del Colosseo                                | Mobrici                       | -                        |
| 2022 | Non lo dire a nessuno                            | Gazzelle                      | -                        |
| 2022 | Cloro                                            | Giovanni Ti Amo               | -                        |
| 2022 | Vieni nel mio cuore                              | Ultimo                        | Alba                     |
| 2022 | Guardarti andare via                             | Tommaso Paradiso              | Space Cowboy             |
| 2022 | Amico vero (con Franco126)                       | Tommaso Paradiso              | Space Cowboy             |
| 2022 | Magari no                                        | Tommaso Paradiso              | Space Cowboy             |
| 2022 | Lupin                                            | Tommaso Paradiso              | Space Cowboy             |
| 2022 | La stagione del cancro e del leone               | Tommaso Paradiso              | Space Cowboy             |
| 2022 | Space Cowboy                                     | Tommaso Paradiso              | Space Cowboy             |
| 2022 | È solo domenica                                  | Tommaso Paradiso              | Space Cowboy             |
| 2022 | Silvia                                           | Tommaso Paradiso              | Space Cowboy             |
| 2022 | Tutte le notti                                   | Tommaso Paradiso              | Space Cowboy             |
| 2022 | Vita                                             | Tommaso Paradiso              | Space Cowboy             |
| 2022 | Sulle nuvole                                     | Tommaso Paradiso              | Space Cowboy             |
| 2022 | Giovani mai                                      | Mobrici                       | -                        |
| 2022 | Stavo pensando a te (feat. Fulminacci)           | Mobrici                       | -                        |
| 2022 | Veleno                                           | VV                            | Ami Pensi Sogni Pensi    |
| 2022 | Dopamina                                         | VV                            | Ami Pensi Sogni Pensi    |
| 2022 | Antidoto                                         | VV                            | Ami Pensi Sogni Pensi    |
| 2022 | Brillantini                                      | VV                            | Ami Pensi Sogni Pensi    |
| 2022 | Scintilla                                        | VV                            | Ami Pensi Sogni Pensi    |
| 2022 | Ami Pensi Sogni Senti                            | VV                            | Ami Pensi Sogni Pensi    |
| 2022 | Duecento                                         | VV                            | Ami Pensi Sogni Pensi    |
| 2022 | Cambio                                           | VV                            | Ami Pensi Sogni Pensi    |
| 2022 | Felicità                                         | VV                            | Ami Pensi Sogni Pensi    |
| 2022 | Trovami una cura                                 | Bais                          | -                        |
| 2022 | Per un attimo                                    | Bais                          | -                        |
| 2022 | Lisa dagli occhi blu ray                         | Versailles                    | -                        |
| 2022 | Golden Hour                                      | Tancredi                      | -                        |
| 2022 | Cheerios                                         | Oscar Anton                   | -                        |
| 2022 | We Are Ready To The Fight                        | Pablo America                 | -                        |
| 2021 | Tuttecose (feat. Mara Sattei)                    | Gazzelle                      | OK un c***o              |
| 2021 | Fottuta canzone                                  | Gazzelle                      | OK un c***o              |
| 2021 | Brutta nuvola                                    | Gazzelle                      | OK un c***o              |
| 2021 | Meglio di prima                                  | Gazzelle                      | OK un c***o              |
| 2021 | Il bambino che contava le stelle                 | Ultimo                        | Solo                     |
| 2021 | Niente                                           | Ultimo                        | Solo                     |
| 2021 | Sul finale                                       | Ultimo                        | Solo                     |
| 2021 | Isolamento                                       | Ultimo                        | Solo                     |
| 2021 | La finestra di Greta                             | Ultimo                        | Solo                     |
| 2021 | Buongiorno vita                                  | Ultimo                        | Solo                     |
| 2021 | 22 Settembre                                     | Ultimo                        | Solo                     |
| 2021 | Non amo                                          | Ultimo                        | Solo                     |
| 2021 | Magari no                                        | Tommaso Paradiso              | -                        |
| 2021 | Ophelie                                          | Oscar Anton                   | -                        |
| 2021 | Cinema (feat. Francesca Michielin)               | Samuel                        | -                        |
| 2021 | Toy Boy (feat. Ornella Vanoni)                   | Colapesce Dimartino           | -                        |
| 2021 | Arianna                                          | Pablo America                 | -                        |
| 2021 | Police & Kidz                                    | Pablo America                 | -                        |
| 2021 | Musica leggerissima                              | Colapesce Dimartino           | I Mortali2               |
| 2021 | I Mortali                                        | Colapesce Dimartino           | I Mortali2               |
| 2021 | Povera Patria                                    | Colapesce Dimartino           | I Mortali2               |
| 2021 | Pole position (feat. Colapesce)                  | Francesca Michielin           | Feat (fuori dagli spazi) |
| 2021 | Meglio di così                                   | Fulminacci                    | Tante care cose          |
| 2021 | Miss mondo Africa                                | Fulminacci                    | Tante care cose          |
| 2021 | La grande bugia                                  | Fulminacci                    | Tante care cose          |
| 2021 | Tattica                                          | Fulminacci                    | Tante care cose          |
| 2021 | Canguro                                          | Fulminacci                    | Tante care cose          |
| 2021 | Forte la banda                                   | Fulminacci                    | Tante care cose          |
| 2021 | Giovane da un po'                                | Fulminacci                    | Tante care cose          |
| 2021 | Le biciclette                                    | Fulminacci                    | Tante care cose          |
| 2021 | Blu                                              | Gazzelle                      | OK                       |
| 2021 | Destri                                           | Gazzelle                      | OK                       |
| 2021 | GBTR                                             | Gazzelle                      | OK                       |
| 2021 | Però                                             | Gazzelle                      | OK                       |
| 2021 | Lacri-ma                                         | Gazzelle                      | OK                       |
| 2021 | Ok                                               | Gazzelle                      | OK                       |
| 2021 | 7                                                | Gazzelle                      | OK                       |
| 2021 | Belva                                            | Gazzelle                      | OK                       |
| 2021 | Coltellata (feat. Tha Supreme)                   | Gazzelle                      | OK                       |
| 2021 | Scusa                                            | Gazzelle                      | OK                       |
| 2021 | Un po' come noi                                  | Gazzelle                      | OK                       |
| 2021 | Me o le mie canzoni?                             | Rkomi & Gazzelle              | -                        |
| 2021 | Siccome sei                                      | Giordana Angi                 | -                        |
| 2021 | Cocoricò (feat. Colapesce)                       | Samuel                        | Brigata bianca           |
| 2021 | Felicità (feat. Fulminacci)                      | Samuel                        | Brigata bianca           |
| 2021 | Io e te                                          | Samuel                        | Brigata bianca           |
| 2021 | Las Vegas                                        | Tancredi                      | -                        |
| 2021 | Fuori di testa                                   | Tancredi                      | -                        |
| 2021 | Buongiorno vita                                  | Ultimo                        | -                        |
| 2021 | Oh No!                                           | VV                            | VƎRSO                    |
| 2021 | Paranoie (feat. Memento)                         | VV                            | VƎRSO                    |
| 2021 | Pizzaboy                                         | VV                            | VƎRSO                    |
| 2021 | Collirio                                         | VV                            | VƎRSO                    |
| 2021 | il Giusto                                        | VV                            | VƎRSO                    |
| 2021 | Non ti vedo più                                  | VV                            | VƎRSO                    |
| 2021 | Guacamole                                        | Evandro                       | -                        |
| 2021 | Astronave                                        | Zero Assoluto                 | -                        |
| 2020 | En e Xanax                                       | Comete                        | -                        |
| 2020 | Ma tu                                            | Comete                        | -                        |
| 2020 | Glovo                                            | Comete                        | -                        |
| 2020 | Via di qua                                       | J-Ax                          | -                        |
| 2020 | Ridicolo                                         | Caleido                       | -                        |
| 2020 | Musica di Oggi                                   | Canova                        | -                        |
| 2020 | Tutti uguali                                     | Canova                        | -                        |
| 2020 | Rosa e Olindo                                    | Colapesce Dimartino           | I mortali                |
| 2020 | Luna Araba (con Carmen Consoli)                  | Colapesce Dimartino           | I mortali                |
| 2020 | Cicale                                           | Colapesce Dimartino           | I mortali                |
| 2020 | Raramente                                        | Colapesce Dimartino           | I mortali                |
| 2020 | Noia Mortale                                     | Colapesce Dimartino           | I mortali                |
| 2020 | Via del Macello                                  | Diamine                       | Che diamine              |
| 2020 | Da qualche parte                                 | Diamine                       | Che diamine              |
| 2020 | Così via                                         | Diamine                       | Che diamine              |
| 2020 | Diamine                                          | Diamine                       | Che diamine              |
| 2020 | Ora che ti guardo bene                           | Gazzelle                      | -                        |
| 2020 | Amami adesso                                     | Giordana Angi                 | -                        |
| 2020 | Vado a caso                                      | Marco Ligabue                 | -                        |
| 2020 | Mara (feat. Canova)                              | Mox                           | -                        |
| 2020 | Brava (feat. Dimartino)                          | Mox                           | -                        |
| 2020 | Fino a quando il cielo esiste (feat. Fulminacci) | Mox                           | -                        |
| 2020 | Di Notte (feat. Dente)                           | Mox                           | -                        |
| 2020 | Banlieue                                         | Nyv                           | -                        |
| 2020 | Noi non siamo il punk                            | Pablo America                 | -                        |
| 2020 | Grabowski                                        | Pablo America                 | -                        |
| 2020 | Loco loco                                        | Pablo America                 | -                        |
| 2020 | Ascoltavo i Nirvana                              | Pablo America                 | -                        |
| 2020 | Bella                                            | Tancredi                      | -                        |
| 2020 | Alba                                             | Tancredi                      | -                        |
| 2020 | Cuori stupidi                                    | Michele Merlo                 | Cuori stupidi            |
| 2020 | Tutto per me                                     | Michele Merlo                 | Cuori stupidi            |
| 2020 | Non Mi Manchi Più                                | Michele Merlo                 | Cuori stupidi            |
| 2020 | Mare                                             | Michele Merlo                 | Cuori stupidi            |
| 2020 | Aquiloni                                         | Michele Merlo                 | Cuori stupidi            |
| 2020 | Credici Sempre                                   | Michele Merlo                 | Cuori stupidi            |
| 2020 | Vorrei Proteggerti Dal Mondo                     | Michele Merlo                 | Cuori stupidi            |
| 2020 | Andrà Tutto Bene                                 | Michele Merlo                 | Cuori stupidi            |
| 2020 | Tivù                                             | Michele Merlo                 | Cuori stupidi            |
| 2020 | Ne80                                             | Thomas                        | Imperfetto               |
| 2020 | Tokio                                            | Thomas                        | Imperfetto               |
| 2020 | Nobody                                           | Thomas                        | Imperfetto               |
| 2020 | Portami via                                      | Thomas                        | Imperfetto               |
| 2020 | Contro verso                                     | Thomas                        | Imperfetto               |
| 2020 | Klessidra                                        | Thomas                        | Imperfetto               |
| 2020 | 22 settembre                                     | Ultimo                        | -                        |
| 2020 | Truman Show                                      | Versailles                    | -                        |
| 2020 | Ragazzino                                        | Vipra                         | -                        |
| 2020 | La distanza_07                                   | VV                            | -                        |
| 2020 | Dolcetto_06                                      | VV                            | -                        |
| 2020 | Ta-Dah_05                                        | VV                            | -                        |
| 2020 | Fuori noi (feat. Gazzelle)                       | Zero Assoluto                 | -                        |
| 2020 | Cialde                                           | Zero Assoluto                 | -                        |
| 2019 | Di Letto Di_04                                   | VV                            | -                        |
| 2019 | Canzone Felice_03                                | VV                            | -                        |
| 2019 | Notte_02                                         | VV                            | -                        |
| 2019 | Moschino_01                                      | VV                            | -                        |
| 2019 | Cornflakes                                       | Comete                        | -                        |
| 2019 | Perdersi                                         | Dile                          | -                        |
| 2019 | Rewind                                           | Dile                          | -                        |
| 2019 | Davanti a te                                     | Fulminacci                    | La vita veramente        |
| 2019 | La vita veramente                                | Fulminacci                    | La vita veramente        |
| 2019 | Tommaso                                          | Fulminacci                    | La vita veramente        |
| 2019 | Borghese in borghese                             | Fulminacci                    | La vita veramente        |
| 2019 | Resistenza                                       | Fulminacci                    | La vita veramente        |
| 2019 | I nostri corpi                                   | Fulminacci                    | La vita veramente        |
| 2019 | Al giusto momento                                | Fulminacci                    | La vita veramente        |
| 2019 | La soglia dell'attenzione                        | Fulminacci                    | La vita veramente        |
| 2019 | Una sera                                         | Fulminacci                    | La vita veramente        |
| 2019 | Le ruote, i motori!                              | Fulminacci                    | La vita veramente        |
| 2019 | San Giovanni                                     | Fulminacci                    | La vita veramente        |
| 2019 | Smpp                                             | Gazzelle                      | Post Punk                |
| 2019 | Punk                                             | Gazzelle                      | Post Punk                |
| 2019 | Sopra                                            | Gazzelle                      | Post Punk                |
| 2019 | Tutta la vita                                    | Gazzelle                      | Post Punk                |
| 2019 | Sbatti                                           | Gazzelle                      | Post Punk                |
| 2019 | Non c'è niente                                   | Gazzelle                      | Post Punk                |
| 2019 | OMG                                              | Gazzelle                      | Post Punk                |
| 2019 | Scintille                                        | Gazzelle                      | Post Punk                |
| 2019 | Coprimi le spalle                                | Gazzelle                      | Post Punk                |
| 2019 | Settembre                                        | Gazzelle                      | Post Punk                |
| 2019 | Vita paranoia                                    | Gazzelle                      | Post Punk                |
| 2019 | Polynesia                                        | Gazzelle                      | Post Punk                |
| 2019 | Una canzone che non so                           | Gazzelle                      | Post Punk                |
| 2019 | Radio Maria                                      | Le Ore                        | -                        |
| 2019 | Ci metti il resto                                | Le Ore                        | -                        |
| 2019 | Cambia                                           | Le Vibrazioni                 | -                        |
| 2019 | Polvere di stelle                                | Luciano Ligabue               | Start                    |
| 2019 | Ancora noi                                       | Luciano Ligabue               | Start                    |
| 2019 | Luci d'America                                   | Luciano Ligabue               | Start                    |
| 2019 | Quello che mi fa la guerra                       | Luciano Ligabue               | Start                    |
| 2019 | Mai dire mai                                     | Luciano Ligabue               | Start                    |
| 2019 | Certe donne brillano                             | Luciano Ligabue               | Start                    |
| 2019 | Vita morte e miracoli                            | Luciano Ligabue               | Start                    |
| 2019 | La cattiva compagnia                             | Luciano Ligabue               | Start                    |
| 2019 | Io in questo mondo                               | Luciano Ligabue               | Start                    |
| 2019 | Il tempo davanti                                 | Luciano Ligabue               | Start                    |
| 2019 | Ramen                                            | Canova                        | -                        |
| 2019 | Altalena                                         | Marco Ligabue                 | -                        |
| 2019 | Aquiloni                                         | Michele Merlo                 | -                        |
| 2019 | Tutti amiamo senza fine                          | Siberia                       | Tutti amiamo senza fine  |
| 2019 | Ian Curtis                                       | Siberia                       | Tutti amiamo senza fine  |
| 2019 | My love                                          | Siberia                       | Tutti amiamo senza fine  |
| 2019 | Piangere                                         | Siberia                       | Tutti amiamo senza fine  |
| 2019 | Non riesco a respirare                           | Siberia                       | Tutti amiamo senza fine  |
| 2019 | Mon amour                                        | Siberia                       | Tutti amiamo senza fine  |
| 2019 | Sciogliti                                        | Siberia                       | Tutti amiamo senza fine  |
| 2019 | La canzone dell'estate                           | Siberia                       | Tutti amiamo senza fine  |
| 2019 | Carnevale                                        | Siberia                       | Tutti amiamo senza fine  |
| 2019 | Mademoiselle                                     | Siberia                       | Tutti amiamo senza fine  |
| 2019 | Peccato                                          | Siberia                       | Tutti amiamo senza fine  |
| 2018 | Mondiale                                         | Emma Marrone                  | Essere qui               |
| 2018 | Super Fantastica                                 | Mox                           | Figurati l'amore         |
| 2018 | San Lorenzo                                      | Mox                           | Figurati l'amore         |
| 2018 | Ad Maiora                                        | Mox                           | Figurati l'amore         |
| 2018 | Mara                                             | Mox                           | Figurati l'amore         |
| 2018 | Luglio                                           | Mox                           | Figurati l'amore         |
| 2018 | Lacci                                            | Mox                           | Figurati l'amore         |
| 2018 | Qualcosa di speciale                             | Mox                           | Figurati l'amore         |
| 2018 | Puttana (Alabama)                                | Mox                           | Figurati l'amore         |
| 2018 | Brava                                            | Mox                           | Figurati l'amore         |
| 2018 | Cigarette in your hand                           | Arkey                         | -                        |
| 2018 | Miracle                                          | Arkey                         | -                        |
| 2018 | Temporale                                        | Benji & Fede                  | -                        |
| 2018 | Così via                                         | Diamine                       | -                        |
| 2018 | Diamine                                          | Diamine                       | -                        |
| 2018 | Lontanissimo                                     | Lorenzo Fragola               | Bengala                  |
| 2018 | Super Martina (feat. Gazzelle)                   | Lorenzo Fragola               | Bengala                  |
| 2018 | Vediamo che succede                              | Lorenzo Fragola               | Bengala                  |
| 2018 | Miami Beach                                      | Lorenzo Fragola               | Bengala                  |
| 2018 | Imbranati                                        | Lorenzo Fragola               | Bengala                  |
| 2018 | Bengala                                          | Lorenzo Fragola               | Bengala                  |
| 2018 | Smpp                                             | Gazzelle                      | Punk                     |
| 2018 | Punk                                             | Gazzelle                      | Punk                     |
| 2018 | Sopra                                            | Gazzelle                      | Punk                     |
| 2018 | Tutta la vita                                    | Gazzelle                      | Punk                     |
| 2018 | Sbatti                                           | Gazzelle                      | Punk                     |
| 2018 | Non c'è niente                                   | Gazzelle                      | Punk                     |
| 2018 | OMG                                              | Gazzelle                      | Punk                     |
| 2018 | Scintille                                        | Gazzelle                      | Punk                     |
| 2018 | Coprimi le spalle                                | Gazzelle                      | Punk                     |
| 2018 | La tenerezza                                     | Le Ore                        | -                        |
| 2018 | La mia felpa è come me                           | Le Ore                        | -                        |
| 2018 | Guardi avanti                                    | Le Ore                        | -                        |
| 2018 | Non mi manchi più                                | Michele Merlo                 | -                        |
| 2018 | Tutto per me                                     | Michele Merlo                 | -                        |
| 2018 | Mare                                             | Michele Merlo                 | -                        |
| 2018 | Caramelle                                        | Pierdavide Carone & Dear Jack | -                        |
| 2018 | Nuovo Pop Italiano                               | Siberia                       | Si vuole scappare        |
| 2018 | Cuore Di Rovo                                    | Siberia                       | Si vuole scappare        |
| 2018 | Yamamoto                                         | Siberia                       | Si vuole scappare        |
| 2018 | Strangers In The Field Of Love                   | Siberia                       | Si vuole scappare        |
| 2018 | Ginevra                                          | Siberia                       | Si vuole scappare        |
| 2018 | Epica Del Dolore                                 | Siberia                       | Si vuole scappare        |
| 2018 | Chiusi Nell'Hotel                                | Siberia                       | Si vuole scappare        |
| 2018 | Tramonto Per Sempre                              | Siberia                       | Si vuole scappare        |
| 2018 | Ritornerà L'Estate                               | Siberia                       | Si vuole scappare        |
| 2017 | Golden Days                                      | Cinemaboy                     | Cinemaboy                |
| 2017 | We are the wild ones                             | Cinemaboy                     | Cinemaboy                |
| 2017 | Teenage dream                                    | Cinemaboy                     | Cinemaboy                |
| 2017 | Closer                                           | Cinemaboy                     | Cinemaboy                |
| 2017 | Heaven Above                                     | Cinemaboy                     | Cinemaboy                |
| 2017 | Hurricane                                        | Cinemaboy                     | Cinemaboy                |
| 2017 | Everything                                       | Cinemaboy                     | Cinemaboy                |
| 2017 | Mary                                             | Cinemaboy                     | Cinemaboy                |
| 2017 | Sayonara                                         | Gazzelle                      | Megasuperbattito         |
| 2017 | Stelle filanti                                   | Gazzelle                      | Megasuperbattito         |
| 2017 | Nero                                             | Gazzelle                      | Megasuperbattito         |
| 2017 | Meglio così                                      | Gazzelle                      | Megasuperbattito         |
| 2017 | Da qualche parte                                 | Diamine                       | -                        |
| 2017 | Occhiaie                                         | Galeffi                       | -                        |
| 2017 | Polistirolo                                      | Galeffi                       | -                        |
| 2017 | Tazza di te                                      | Galeffi                       | -                        |
| 2017 | Puzzle                                           | Galeffi                       | -                        |
| 2017 | Ménage à Trois (Meno Due)                        | Odiens                        | Long Island baby         |
| 2017 | Thelonious                                       | Odiens                        | Long Island baby         |
| 2017 | L'estremista                                     | Odiens                        | Long Island baby         |
| 2017 | Alka Seltzer                                     | Odiens                        | Long Island baby         |
| 2017 | Long Island Baby                                 | Odiens                        | Long Island baby         |
| 2017 | Il Ragazzo Che Soffriva Ad Oltranza              | Odiens                        | Long Island baby         |
| 2017 | Notturno                                         | Odiens                        | Long Island baby         |
| 2017 | Punjabi Surf                                     | Odiens                        | Long Island baby         |
| 2017 | Atto Finale                                      | Odiens                        | Long Island baby         |
| 2015 | Il fascino discreto della misantropia            | Odiens                        | Prima incisione          |
| 2015 | Voyeurismo                                       | Odiens                        | Prima incisione          |
| 2015 | L'educazione sentimentale                        | Odiens                        | Prima incisione          |
| 2015 | XXIII                                            | Odiens                        | Prima incisione          |
| 2015 | Amore nazional popolare                          | Odiens                        | Prima incisione          |
| 2015 | Routine                                          | Odiens                        | Prima incisione          |
| 2015 | Banale                                           | Odiens                        | Prima incisione          |
| 2015 | Il grande tiepido                                | Odiens                        | Prima incisione          |
| 2015 | Per non pensare a lei                            | Odiens                        | Prima incisione          |
| 2015 | Ok, il disprezzo il giusto                       | Odiens                        | Prima incisione          |
| 2015 | Carta da parati                                  | Odiens                        | Prima incisione          |